# داماسکوس (جورجیا)
داماسکوس'' (به انگلیسی: Damascus) یک شهر در ایالات متحده آمریکا است که در شهرستان ایرلی، جورجیا واقع شده‌است. دمشق ۴٫۵۸ کیلومتر مربع مساحت و ۲۵۴ نفر جمعیت دارد و ۶۷ متر بالاتر از سطح دریا واقع شده‌است.